# Le Massacre des Innocents (Rubens)
Pour les articles homonymes, voir Le Massacre des Innocents.
Le Massacre des Innocents est le nom et le sujet de deux peintures de Pierre Paul Rubens représentant l'épisode biblique du massacre des Innocents à Bethlehem, tel qu'il est décrit dans l'Évangile selon Matthieu.

## Le chef-d'œuvre perdu
La première version peinte par Rubens date de 1611–12. Au XVIIe siècle, l'œuvre faisait partie de la collection du  Liechtenstein Museum à Vienne en Autriche, avec un autre chef-d'œuvre de Rubens, Samson et Dalila. En 1767, le peintre Vincenzio Fanti omit l'œuvre de Rubens de son catalogue du Liechtenstein Museum, puis il fut attribué à l'un des assistants de Rubens, le peintre flamand Jan van den Hoecke. Le tableau est resté dans le musée jusqu'en 1920 lorsqu'une famille autrichienne en fit l'acquisition. Il fut ensuite prêté en 1923 au Stift Reichersberg, un monastère Augustins du nord de l'Autriche.
En 2001, l'expert en peinture flamande et allemande, George Gordon, vit le tableau lors d'une vente chez Sotheby's à Londres. Alors qu'il n'était tenu jusque-là que pour le travail d'un élève de Rubens, cet expert fut persuadé qu'il s'agissait bien d'une œuvre du maître lui-même en raison de la similarité de ses caractéristiques et de son style avec le tableau Samson et Delilah que Rubens réalisé à la même période. L'œuvre fut vendu lors de la vente aux enchères de Sotheby's, le 10 juillet 2002 pour 49,5 millions de livres sterling, soit environ 62,5 millions d'euros, à un homme d'affaires et collectionneur d'art canadien, Kenneth Thomson. Il s'agissait à l'époque du plus cher tableau ancien jamais vendu aux enchères.
Après la vente, l'œuvre fut prêtée à la National Gallery pendant un certain temps puis, en 2008, elle fut transférée au Musée des beaux-arts de l'Ontario à Toronto à laquelle Kenneth Thomson fit donation du tableau.

## Analyse
Le tableau montre la mise à mort des enfants juifs sur les ordres du roi Hérode, désireux d'empêcher l'avènement du Messie.
Rubens peint les assassins qui piétinent et poignardent les enfants et leurs mères de manière cruelle mais aussi sensuelle. Il dépeint ce crime atroce comme une fête galante ou une chasse au fauve, montrant ainsi sa maîtrise du dessin, de la composition et du coloris.
Cette œuvre est généralement considérée comme la démonstration de l'apprentissage et de l'enseignement artistique que Rubens tira de son voyage en Italie entre 1600 et 1608, où il observa le travail des peintres italiens baroques comme Le Caravage. Ces influences sont visibles dans ce tableau par le drame pur et le dynamisme émotionnel de la scène, ainsi que la richesse des couleurs. L'œuvre met également en évidence l'utilisation de la technique du clair-obscur.

## Version ultérieure
À la fin de sa vie, entre 1636 et 1638, Rubens réalisa une seconde version du Massacre des Innocents. Le tableau fut acquis par l'Alte Pinakothek de Munich en 1706, où il est exposé aujourd'hui encore.
Une copie de cette seconde version a été réalisée sous forme d'estampe par le peintre Paulus Pontius en 1643.